# Peridea aliena
Peridea aliena är en fjärilsart som beskrevs av Otto Staudinger 1892. Peridea aliena ingår i släktet Peridea och familjen tandspinnare. Inga underarter finns listade i Catalogue of Life.